# Rosita Blomenkamp
Rosita Blomenkamp est une joueuse néerlandaise de volley-ball née le 20 juillet 1990. Elle mesure 1,71 m et joue au poste de libero. 

## Clubs
| Club                | De        | À         |
| ------------------- | --------- | --------- |
| VV Zaanstad         | 2007-2008 | 2007-2008 |
| Martinus Amstelveen | 2008-2009 | 2008-2009 |
| TVC Amstelveen      | 2009-2010 | 2010-2011 |
| Dynamo Apeldoorn    | 2011-2012 | 2012-2013 |
| VV Alterno          | 2013-2014 | 2016-2017 |
| VC Zwolle           | 2017-2018 | ...       |

## Palmarès
- Championnat des Pays-Bas
  - Vainqueur : 2009, 2014.
- Supercoupe des Pays-Bas
  - Vainqueur : 2010.
  - Finaliste : 2013, 2014.